# Sidi Ali Bel Quassem
Sidi Ali Bel Quassem (arabiska: سيدي علي بلقاسم) är en kommun i Marocko.   Den ligger i provinsen Taourirt och regionen Oriental, 400 km öster om huvudstaden Rabat. Antalet invånare är 13 349.